# Schätzung
Unter Schätzung versteht man die genäherte Bestimmung von Zahlenwerten, Größen oder Parametern durch Augenschein, Erfahrung oder statistisch-mathematische Methoden. Das Ergebnis einer Schätzung weicht im Regelfall vom wahren Wert ab. Jede Messung – in welchem Genauigkeitsbereich auch immer – ist mit unvermeidlichen Messunsicherheiten behaftet, sodass man nie wahre Werte erhält, sondern nur wahrscheinlich(st)e Werte. Das gilt auch für zählbaren Größen.

## Umgangssprachliche Bedeutung
Im Alltag spricht man von Schätzung, wenn das Ergebnis auf raschem Wege nach dem Augenschein, mit Intuition oder mittels Erfahrung bestimmt wird. Genauer ausgedrückt, ist eine Schätzung die intuitive Zahlenangabe oder Bewertung von messbaren (meist physikalischen) oder zählbaren Größen. Sie wird meistens einer genaueren Bestimmung vorgezogen, weil deren Aufwand zu groß wäre oder der Schätzfehler in der Praxis bedeutungslos ist.
Einige Beispiele:
- „Ich schätze, ein Teelöffel Salz ist zu viel.“
- „Ich schätze, wir sind 2 km gelaufen.“
- „Der Höhenmesser hat meine grobe Schätzung halbwegs bestätigt.“
- „Ich schätze, es sind 10 Minuten vergangen.“
- „Die Polizei schätzte die Beteiligung auf 5000 Demonstranten.“

Ein häufiges umgangssprachliches Synonym für eine grobe intuitive Schätzung lautet „Pi mal Daumen“ oder „über den Daumen gepeilt“. Zur raschen Verbesserung solcher Vorgangsweisen gibt es für viele Bereiche sogenannte Faustformeln.
Ein Schätzwert einer sehr ungenauen Schätzung oder eine beliebig angenommene Zahl wird auch mit "das ist eine Hausnummer" umschrieben.

## Schätzungen in der Statistik
In der Statistik wird als Schätzung eine genäherte Ermittlung (Approximation) von Zahlenwerten, Parametern oder Resultaten bezeichnet. Ihre Genauigkeit wird bei Messwerten als deren Messunsicherheit ermittelt und angegeben bzw. anhand der verfügbaren Ressourcen oder Bedingungen gewählt – wonach sich dann Schätzmethode und Aufwand richten.

## Schätzung in Wirtschaft und Technik
Viele Entscheidungen in Unternehmen und in Projekten fallen weniger aufgrund genau kalkulierbarer Kennzahlen (betriebswirtschaftliche oder volkswirtschaftliche Kennzahlen) als vielmehr nach Erfahrung, Prognosen, grober Verlaufsschätzung oder der Befragung nur weniger Personen. Hierunter fallen im Bankwesen die Wertermittlung oder Sicherheitenbewertung oder auch die Arbeitsmarktprognose. Dennoch ist zum Beispiel die Delphi-Methode (referierte Befragung von Fachleuten) ein allgemein anerkanntes Mittel, um Zukunftsentwicklungen abzuschätzen.

## Schätzung im Steuerrecht (Deutschland)
Das Steuerrecht verlangt grundsätzlich, dass alle für die Besteuerung relevanten Tatsachen vom Finanzamt nach Maßgabe von § 88 AO ermittelt werden müssen, wobei der Steuerpflichtige hieran, beispielsweise durch Steuererklärungen, nach § 90 mitwirken muss. Kann das Finanzamt die Besteuerungsgrundlagen nicht ermitteln, regelt § 162, dass die Besteuerungsgrundlagen zu schätzen sind. Gegenstand der Schätzung sind die sogenannten Besteuerungsgrundlagen, also etwa der Gewinn oder der Umsatz, nicht aber die Steuer selbst.

### Schätzungsanlass
Eine Schätzung kommt nur in Betracht, wenn ein Schätzungsanlass gegeben ist. Das Steuerrecht kennt drei unterschiedliche Schätzungsanlässe, namentlich den sachtypischen Beweisnotstand, den Pflichtenverstoß durch den Steuerpflichtigen und die Grundlagenschätzung nach § 162 Abs. 5 AO.

#### Sachtypischer Beweisnotstand
Ein sachtypischer Beweisnotstand liegt vor, wenn sich eine Tatsache naturgemäß nicht oder nur mit unzumutbarem Aufwand vollständig aufklären lässt. Beispiel: 
"Ein Unternehmer erwirbt er Mobiltelefon, dass er sowohl für betriebliche wie auch für private Zwecke nutzt. Er möchte einen Teil der Anschaffungskosten als Betriebsausgaben in seinem Betrieb geltend machen. Es ist praktisch unmöglich, aufzuklären, wie das exakte Verhältnis von privater und betrieblicher Nutzung ist. Das Finanzamt kann das Aufteilungsverhältnis allerdings schätzen."

#### Pflichtenverstoß durch den Steuerpflichtigen
Das Steuerrecht legt dem Steuerpflichtigen eine Vielzahl an Mitwirkungs-, Dokumentations- und Nachweißpflichten auf. Verletzt der Steuerpflichtige diese Pflichten, muss das Finanzamt die Besteuerungsgrundlagen schätzen, wenn es den Sachverhalt anders nicht aufklären kann. Typische Anwendungsfälle sind vor allem Mängel der Buchführung oder das Fehlen notwendiger Aufzeichnungen. Dabei ist unerheblich, ob der Steuerpflichtige den Pflichtenverstoß verschuldet hat oder nicht. Beispiel:
"Ein Kioskbetreiber vereinnahmt ausschließlich Bargeld in einer einfachen Registerkasse. Er nimmt täglich einen Betrag aus der Kasse, um davon seinen Lebensunterhalt zu bestreiten. Er dokumentiert weder seine täglichen Einnahmen, noch seine Barentnahmen in einem Kassenbuch, obwohl er hierzu nach § 146 AO verpflichtet wäre. Weder seine Umsätze noch sein Gewinn sind wegen des Fehlens der Aufzeichnungen ermittelbar. Es liegt ein Schätzungsanlass vor. Das gleiche Ergebnis läge vor, wenn der Steuerpflichtige das Kassenbuch zwar ordnungsgemäß geführt hätte, dieses aber ohne sein Verschulden bei einem Brand oder einem Wasserschaden zerstört wird." 

#### Grundlagenschätzung nach § 162 Abs. 5 AO
Zuletzt gestattet § 162 Abs. 5 AO der Finanzbehörde die Besteuerungsgrundlagen auch dann zu Schätzen, wenn ein Steuerbescheid erteilt werden soll, aber ein erforderlicher Grundlagenbescheid noch nicht vorliegt. Beispiel:
"Ein Arbeitnehmer erzielt vor allem Einkommen aus nichtselbständiger Arbeit. Er ist aber auch an einer Personengesellschaft beteiligt, die gewerbliche Einkünfte erzielt. Über Letztere müsste eigentlich ein Grundlagenbescheid ergeben. Beide Einkunftsarten müssen im Einkommensteuerbescheid berücksichtigt werden. Da bereits eine Lohnsteuerjahresbescheinigung vorliegt, sich die Ermittlung des Einkommens der Personengesellschaft aber noch hinzieht, schätzt das Finanzamt insoweit die Einkünfte und erlässt einen vorläufigen Steuerbescheid, der spätestens dann zu ändern ist, wenn der Grundlagenbescheid über die Einkünfte der Personengesellschaft vorliegt."

### Schätzungsverpflichteter und Beteiligung des Steuerpflichtigen
Im Besteuerungsverfahren ist grundsätzlich die Finanzbehörde zur Schätzung verpflichtet. Die Schätzung des Finanzamtes ist im gerichtlichen Verfahren voll überprüfbar, wobei das Finanzgericht eine eigene Schätzungsbefugnis aus § 96 Abs. 1 FGO in Verbindung mit § 162 AO hat. Es kann seine Schätzung an die Stelle der Schätzung der Finanzbehörde setzen. Es darf sich allerdings auch darauf beschränken, die substantiierten Einwände des Steuerpflichtigen gegen die Schätzung zu überprüfen. Zur Entlastung der Finanzrichter verfügen einige Finanzgerichte über sogenannte gerichtseigene Prüfer zur Sachverhaltsermittlung und Überprüfung von Schätzungen. Der Steuerpflichtige hat in allen Verfahrensschritten Anspruch auf rechtliches Gehör; ihm muss die Gelegenheit gegeben werden, sich zu den erheblichen Tatsachen zu äußern.

### Schätzungsziel und Schätzungsmethoden
Ziel der Schätzung ist die Ermittlung der Besteuerungsgrundlagen, die die größte Wahrscheinlichkeit für die Richtigkeit haben. In der Praxis haben sich drei Arten von Schätzungsmethoden herausgebildet, namentlich der innere Betriebsvergleich, der äußere Betriebsvergleich und die Deckungsrechnungen.

#### Innerer Betriebsvergleich
Beim inneren Betriebsvergleich werden Erkenntnisse aus dem Betrieb selbst herangezogen, um die Besteuerungsgrundlagen für einen bestimmten Zeitraum zu schätzen. So können die Besteuerungsgrundlagen für das zu schätzende Veranlagungsjahr aus den Vorjahresdaten abgeleitet werden. Auch können die Betriebsergebnisse auf Basis der Daten des Steuerpflichtigen nachkalkuliert werden. Hierneben existieren eine Vielzahl weiterer Methoden des inneren Betriebsvergleichs.

#### Äußerer Betriebsvergleich
Soweit ein innerer Betriebsvergleich nicht in Betracht kommt, kann auch ein äußerer Betriebsvergleich vorgenommen werden. Hierbei kann der zu schätzende Betrieb mit gleichartigen Betrieben verglichen werden, wobei aus den betrieblichen Kennzahlen der anderen Betriebe auf die Besteuerungsgrundlagen schlossen wird. Der direkte Betriebsvergleich hat praktisch kaum Bedeutung. Hauptanwendungsfall des äußeren Betriebsvergleichs ist die sogenannte Richtsatzschätzung. Hierbei greift die Finanzverwaltung auf die sogenannte amtliche Richtsatzsammlung zurück, die durchschnittliche betriebliche Kennzahlen zu Betrieben bestimmter Branchen enthält. Aus diesen Kennzahlen kann die Finanzbehörde auf die Besteuerungsgrundlagen des zu schätzenden Betriebes schließen. Die rechtswissenschaftliche Literatur kritisiert die Richtsatzsammlung seit längerem, unter anderem, weil für den Steuerpflichtigen die Zusammensetzung der Richtsätze nicht nachvollziehbar ist und die Datenauswahl und Gewichtung fehlerhaft seien. Der Bundesfinanzhof hat die Datenauswahl und die Überprüfbarkeit zum Gegenstand eine Revisionsverfahrens gemacht, welches bisher noch nicht abgeschlossen ist (Stand: Januar 2025).

#### Deckungsrechnungen
Hierneben kommen Deckungsrechnungen als Schätzungsgrundlagen in Betracht. Hierbei werden beispielsweise Geldflüsse einer Plausibilitätskontrolle unterzogen. Beispiel hierfür ist die sogenannte Geldverkehrrechnung; bei dieser prüft die Finanzbehörde beispielsweise, ob der Geldverkehr beim Steuerpflichtigen ausreichend ist, um etwa die private Lebensführung zu bestreiten oder ob noch Geld aus unbekannter Quelle – etwa aus Schwarzeeinnahmen – vorliegen muss.

## Schätzung im Zivilprozess
Auch im Zivilprozess ist die Schätzung durch das Gericht gemäß § 287 ZPO zulässig, wenn zwischen den Parteien streitig ist, ob ein Schaden entstanden und wie hoch der Schaden oder ein zu ersetzendes Interesse ist. Dabei hat das Gericht unter Würdigung aller Umstände nach freier Überzeugung zu entscheiden und gegebenenfalls Beweise zu erheben. Gleiches gilt, wenn zwischen den Parteien die Höhe einer Forderung streitig ist und die vollständige Aufklärung aller hierfür maßgebenden Umstände mit Schwierigkeiten verbunden ist, die zu der Bedeutung des streitigen Teiles der Forderung in keinem Verhältnis stehen. Das Gesetz nimmt dabei in Kauf, dass das Ergebnis der Schätzung nicht selten mit der Wirklichkeit nicht übereinstimmt, anderseits soll die Schätzung möglichst nahe an diese heranführen. In jedem Fall muss eine Schätzung unterbleiben, wenn sie mangels konkreter Anhaltspunkte vollkommen in der Luft hinge und daher willkürlich wäre. Gelangt das Gericht zu keiner für eine Schätzung hinreichenden Überzeugung, kommt es zum non liquet.